# 츠치노코

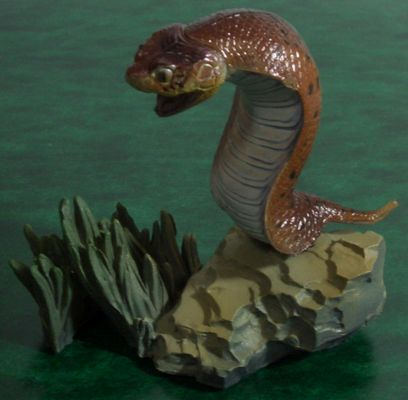
츠치노코 피규어

츠치노코(일본어: ツチノコ)란 일본에 서식한다고 알려진 미확인 생물이다. 망치와 비슷한 모양이며 몸길이가 매우 짧은 뱀이다. 홋카이도와 류큐 열도를 제외한 일본열도 전역에서 목격담이 보고되고 있다.

## 명칭
츠치노코라는 이름으로 널리 알려져 있으나, 이것은 교토부, 미에현, 나라현 시코쿠의 북부지역에서 쓰이는 방언이다. 전국적으로는 약 40여종의 방언명칭이 존재한다.

## 역사
- 죠몬 시대의 석기에 츠치노코와 흡사한 뱀모양의 토기가 발견된다.(기후 현 죠몬 유적 출토)
- 니혼쇼키,고지키에 들의 신, 들의 주인이라고 기술되어 있다.
- 에도 시대에 출판된 백과사전 《와칸산자이도카이》에 노즈치헤비(일본어: 野槌蛇)라는 명칭으로 츠치노코에 대해 다루고 있다.

## 주의점
다른 미확인 생물도 마찬가지이나, 다른 생물을 잘못본 것일거라는 주장이 제기되고 있다. 예를 들어, 커다란 먹이를 삼킨 뱀의 부풀어오른 모습은 츠치노코의 형상과 얼추 흡사하다. 또한 파란혀 도마뱀이라는 설도 있다. 이 도마뱀은 1970년대 이래 일본에서 사육되게 되었는데, 쓰치노코와 꽤 흡사하다. 쓰치노코와 다른 점인 네 개의 다리는 매우 작아 거의 보이지 않기 때문에 수풀속에서 발견할 경우, 거의 츠치노코와 같다. 하지만 이 경우, 에도시대의 자료를 해명 할 수 없다.